# 김원웅
김원웅(金元雄, 1944년 3월 8일 ~ 2022년 10월 30일)은 대한민국의 정치인이다. 제14·16·17대 국회의원과 제21대 광복회 회장을 역임했다.

## 생애
중화민국 충칭에서 조선의열단원 김근수와 전월선의 장남으로 태어났다. 그의 부모는 김구의 중매로 연을 맺었다고 한다. 해방이 되자 귀국하여 대전에 정착했다. 대전고등학교 졸업 후 서울대학교 정치학과에 입학하였다. 중화민국 정부 장학금으로 타이베이시에 있는 국립 정치 대학 대학원으로 유학했다.
대학생 시절 박정희 정부의 한일기본조약 체결 반대운동으로 투옥되기도 했다. 대학 졸업 후 1972년에 민주공화당 사무처 공채에 합격하여 민주정의당 당직생활을 포함 1990년 3당 합당 합류 거부시까지 18년여간 보수계열에서 정당생활을 했다.
1990년 3당 합당으로 생긴 민주자유당 합류를 거부하고, 박찬종, 노무현, 이철 등과 꼬마민주당(1990년)을 창당했다. 1992년 14대 총선에 출마하여 국회에 입성했다. 제정구, 이부영, 유인태, 원혜영 등 초선의원 12명과 함께 깨끗한 정치 실천선언을 하여 모든 정치인, 공직자의 재산공개, 정치자금공개를 주도했다. 1995년 일제잔재인 '국민학교' 명칭을 '초등학교'로 바꾸는 교육기본법 개정을 주도했다. 1996년 15대 총선에서 지역주의 청산을 내세우고 꼬마민주당(1995년) 후보로 대전 대덕에 출마했으나 낙선했다. 낙선 후 노무현, 제정구, 유인태, 이철, 원혜영, 박석무, 김홍신 등과 ‘하로동선’(夏爐冬扇)이란 상호로 식당을 개업하고 대표는 김원웅이, 감사는 노무현이 맡았다. 
1997년 (꼬마)민주당과 신한국당이 합당하여 한나라당이 되었고, 2000년 16대 총선에서 대전 대덕에서 출마, 충청권에서 유일하게 한나라당 당선자가 되었다. 한나라당 이회창 총재의 민족화해협력 반대와 기득권층 비호의 노선을 정면으로 비판하며 당내 갈등이 심화되었다.
2002년 대선을 앞두고 노무현 후보 지지를 선언하며 한나라당을 탈당하였다. 개혁국민정당을 창당하여 당대표를 하였다.
노무현 대통령 당선자 시절 비공개 특사로 평양을 방문, 민족평화축전 개최를 합의하고, 민족평화축전을 2003년 10월 제주도에서 마쳤다. 일제가 약탈해 간 문화재의 환수위원회를 결성하고, 평양직할시를 방문, 남북공조로 북관대첩비, 조선왕조실록 및 조선왕조의궤를 되돌려 받기도 했다. 2004 ~ 2006년 국회 윤리특별위원장을 맡았다. 2006~2008년 국회 통일외교통상위원장으로 한미 자유 무역 협정에 임하면서 미국을 10여 차례 방문, 미국 의회와 국무부의 고위인사와 담판하여 스크린쿼터제를 지켜냈고, 개성공업지구 제품을 한미FTA에 포함시켰다. 반기문 UN사무총장의 선거대책위원장을 지냈다.
2007년 17대 대통령 선거에 출마의지를 밝혔으나 실제 출마하진 못했다. 2010년 지방선거에서 야4당 연합후보(민주당, 국민참여당, 민주노동당, 진보신당)로 대전광역시장에 출마했으나 낙선했다.
2011년부터 독립운동가들인 안중근, 윤봉길, 여운형, 신채호, 김성숙, 이회영 선생 등의 뜻을 기리는 20여 기념사업회들이 뭉쳐 항일독립운동가단체연합회를 결성하였고 2011년 12월 15일부터 2017년 4월 3일까지 초대 대표를 맡았다. 강원도 인제군에 '허준약초학교'(사회적 협동조합)를 운영하며, 귀촌·귀농희망자에 대한 지원활동을 했다.
2019년 광복회 회장이 되었다. 친일 기득권 세력의 청산을 강경하게 주장하였고, 2022년 TV조선과 조선일보에 의해 비자금 조성 의혹이 대대적으로 보도되고 사퇴하였다. 하지만 법원에서 비자금 조성은 김원웅이 아닌 횡령 제보자가 주도하였다는 판결을 받았다.
2022년 10월 30일에 암 투병 중 별세했다.

## 학력
- 원동초등학교
- 대전중학교
- 대전고등학교
- 서울대학교 정치학사
- 타이완 국립 정치 대학 대학원 석사

## 경력
- 14대 국회의원,민주당(대전 대덕, 1992~1996)
- 독립기념관 이사(1992~1996)
- 유네스코 한국위원(1995~1996)
- 식당 ‘하로동선’ 대표(1997~1999)
- 통추 대변인(1996~1999)
- 16대 국회의원,한나라당->개혁국민정당->열린우리당(대전 대덕, 2000~2004)
- 해외입양인연대 이사장(2000~)
- 백야김좌진장군추모대제위원회 위원(2001)
- 민화협 공동의장(2003)
- 여성정치세력민주연대 자문위원(2001)
- 대전여민회 평등가족만들기 홍보대사(2002)
- 일본교과서바로잡기운동본부 자문위원(2002)
- 전태일열사청계천기념사업추진위원회 위원(2003)
- 민족평화축전 조직위원회 회장(2003)
- 개혁당 대표(2003~2004)
- 17대 국회의원,열린우리당(대전 대덕, 2004~2008)
- 환경운동연합 국가환경정책자문위원(2004)
- 국회 윤리특별위원장(2004~2006)
- 북관대첩비 환수위원장 (2004~2005)
- 조선왕조실록 환수위 공동대표 (2005~2007)
- 국회 통일외교통상위원장 (2006~2008)
- 조선왕실의궤 환수위 공동대표 (2006~현)
- 단재 신채호선생기념사업회 회장(현)
- 항일독립운동가단체연합회 대표(2011~2017)
- '허준약초학교'(사회적 협동조합 )이사장(2014~현)
- 광복회장(2019~2022)

## 수상
- 정치부기자들이 뽑은 ‘깨끗한 정치인’ 선정(95)
- 국회의원 성적표 1위(천리안, 96)
- 녹색정치인상 수상(환경운동연합, 00)
- 국회의원 성적표 273명중 1위(경실련, 01)
- 의정활동 BEST 의원상(POLCOM, 01~02)
- '교육디딤돌의원' 선정(시민단체연합, 01)
- 평화상 (달라이라마방한준비위원회, 01)
- 민족사 정립 공로상 수상(민족문제연구소, 06)
- 의정대상 수상(07)

## 저서
- 「지방자치, 어떻게 참여할 것인가」 앎과 함社 (88)
- 「현대를 연 사상가들」 사회정책연구소刊 (91)
- 「교육백서Ⅰ· Ⅱ · Ⅲ」 사회정책연구소刊 (93, 94, 95)
- 「의원님들 요즘 장사 잘돼요?(夏瀘冬煽 창업기) 정음사 (97)
- 「SOFA백서」 사회정책연구소刊 (00)
- 「DTV전송방식 백서」 사회정책연구소刊 (02)
- 「간도백서」 사회정책연구소刊 (04)
- 「국제에너지자원환경과 자원외교」 사회정책연구소刊 (07)

## 역대 선거 결과
|  | 33.96% |

|  | 42.41% |

|  | 32.25% |

|  | 34.19% |

|  | 50.75% |

|  | 30.05% |

|  | 23.28% |